# Erke Noth
Erke Noth geb. Rieken (* 26. Juli 1939 in Jever; † 10. Januar 2007 ebenda) war eine Politikerin der FDP.

## Leben
Noth wurde als Tochter des Tierarztes Dr. Fritz Rieken und seiner Frau Anna geboren und hatte eine Schwester. 
Sie absolvierte das Mariengymnasium in Jever. Anschließend studierte sie von 1960 bis 1965 in Göttingen und Frankfurt, dieses Studium schloss Erke Noth mit dem Titel der Diplom-Volkswirtin ab. Von 1965 bis 1971 war sie wissenschaftliche Mitarbeiterin bei der Agrarsozialen Gesellschaft in Göttingen, befasste sich während dieser Zeit mit Raumordnung und Regionalentwicklung, Verkehrsplanung, Bildungsplanung, Dorferneuerung und Wohnungsbau und war an der Veröffentlichung mehrerer Standardwerke beteiligt. 
1972 kehrte sie in ihre Heimatstadt zurück, um an der Berufsbildenden Schule I in Wilhelmshaven und an der BBS Jever zu unterrichten. Nach ihrer politischen Karriere kehrte sie in den Schuldienst zurück und unterrichtete an der BBS Jever bis zu ihrer Pensionierung 2002.
2007 starb Erke Noth nach langer schwerer Krankheit.

## Partei
1972 trat Noth in die FDP ein, wurde Vorsitzende der FDP Jever und bereits 1975 in den Landesvorstand der FDP Niedersachsen gewählt. 1979 wurde sie Vorsitzende des FDP-Bezirksverbandes Ems-Jade. Diesem Verband stand sie bis 1984 vor.

## Abgeordnete
1976 wurde Erke Noth Mitglied des Rates der Stadt Jever. 1980 wollte sie im Wahlkreis Friesland-Wilhelmshaven für die FDP kandidieren, erhielt aber bei der Nominierung nicht die erforderlichen Stimmenzahl. So kandidierte sie für den Wahlkreis Leer/Unterems und zog über die niedersächsische Landesliste in den 9. Deutschen Bundestag ein. 1983 schied sie aus dem Bundestag aus. Bereits zwei Jahre zuvor gab sie ihr Bürgermeisteramt auf.

## Ehrungen
- Der Rat der Stadt Jever hat am 4. April 2019 eine Straße nach Erke Noth benannt.[2]